# توم جمعة
توم جمعة (بالإنجليزية: Tom Juma Oundo)‏ هو لاعب كرة قدم كيني في مركز الوسط، ولد في 23 سبتمبر 1976 في كينيا. شارك مع منتخب كينيا لكرة القدم. أما مع النوادي، فقد لعب مع Husqvarna FF ‏.

## وصلات خارجية
- توم جمعة على موقع الاتحاد الدولي (مؤرشف)  (الإنجليزية)
- توم جمعة على موقع قاعدة بيانات كرة القدم.إي يو (الإنجليزية)
- توم جمعة على موقع ناشيونال فوتبول تيمز (الإنجليزية)